# Trichordestra lilacina
Trichordestra lilacina là một loài bướm đêm trong họ Noctuidae.